# Gladwyn Jebb
Sir Hubert Miles Gladwyn Jebb, First Lord and Baron Gladwyn (25. april 1900 – 24. oktober 1996), var en fremtrædende britisk politiker. Han var de Forenede Nationers fungerende generalsekretær i 1945-1946 og blev derefter Storbritanniens FN-ambassadør.